# Пон-де-Левалуа — Бекон (станция метро)
Пон-де-Левалуа — Бекон (фр. Pont de Levallois - Bécon) — конечная станция линии 3 Парижского метрополитена, расположенная в коммуне Леваллуа-Перре. Названа по мосту через Сену, соединяющему коммуны Леваллуа-Перре и Бекон-ле-Врюйер.

## История
- Станция открылась 24 сентября 1937 года в составе пускового участка Порт-де-Шанперре — Пон-де-Левалуа — Бекон.
- Пассажиропоток по станции по входу в 2011 году, по данным RATP, составил 5 085 695 человек[2]. В 2013 году он незначительно вырос и составил 5 100 344 пассажиров (83 место по уровню входного пассажиропотока в Парижском метро)[3]

## Путевое развитие
Станция состоит из трёх путей. На боковой платформе производится высадка пассажиров, на островной — посадка. К северо-западу от станции расположен трёхпутный тупик, в котором средний путь используется для оборота поездов, боковые — для отстоя составов.

## Галерея

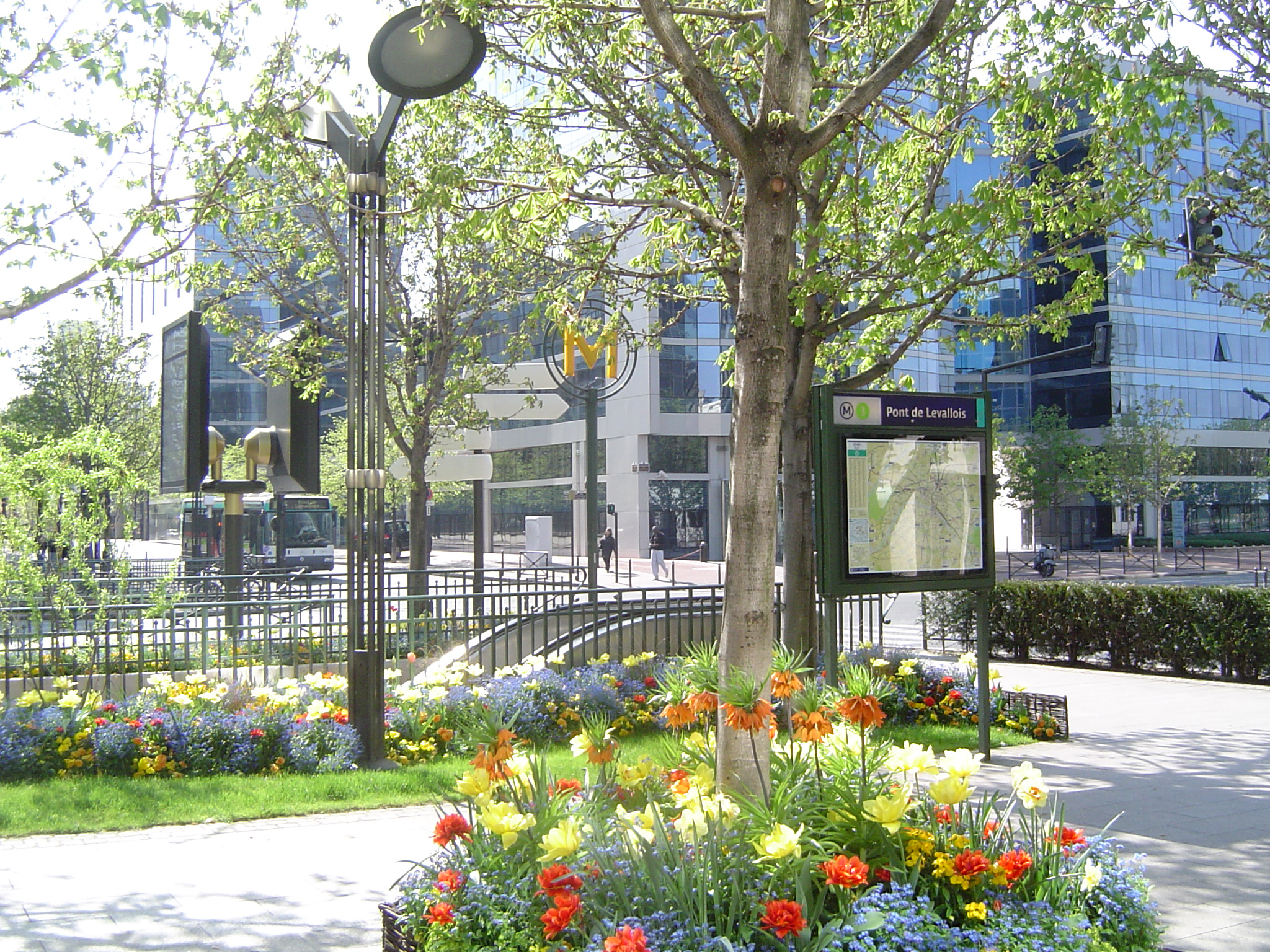
Лестничный сход
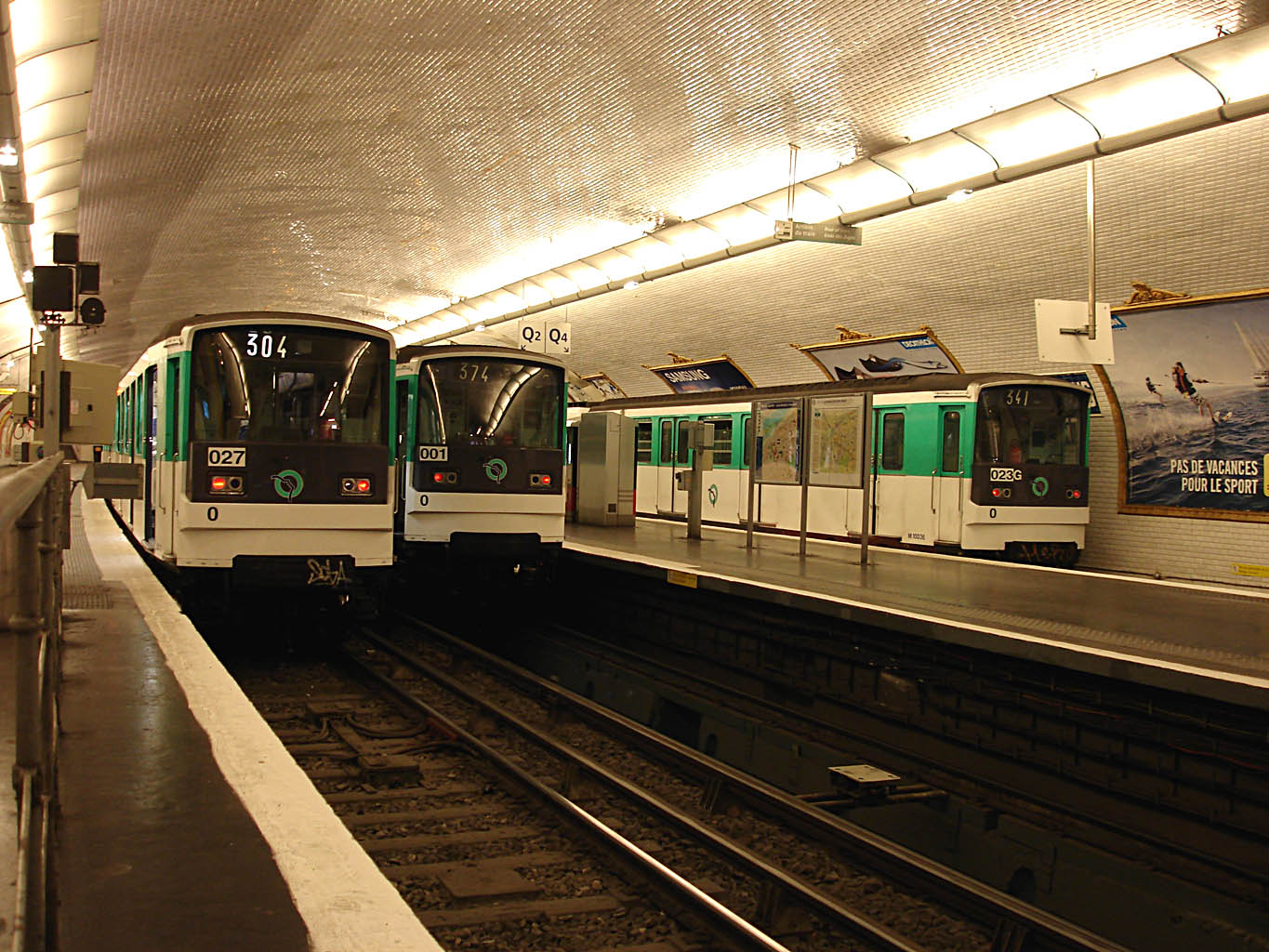
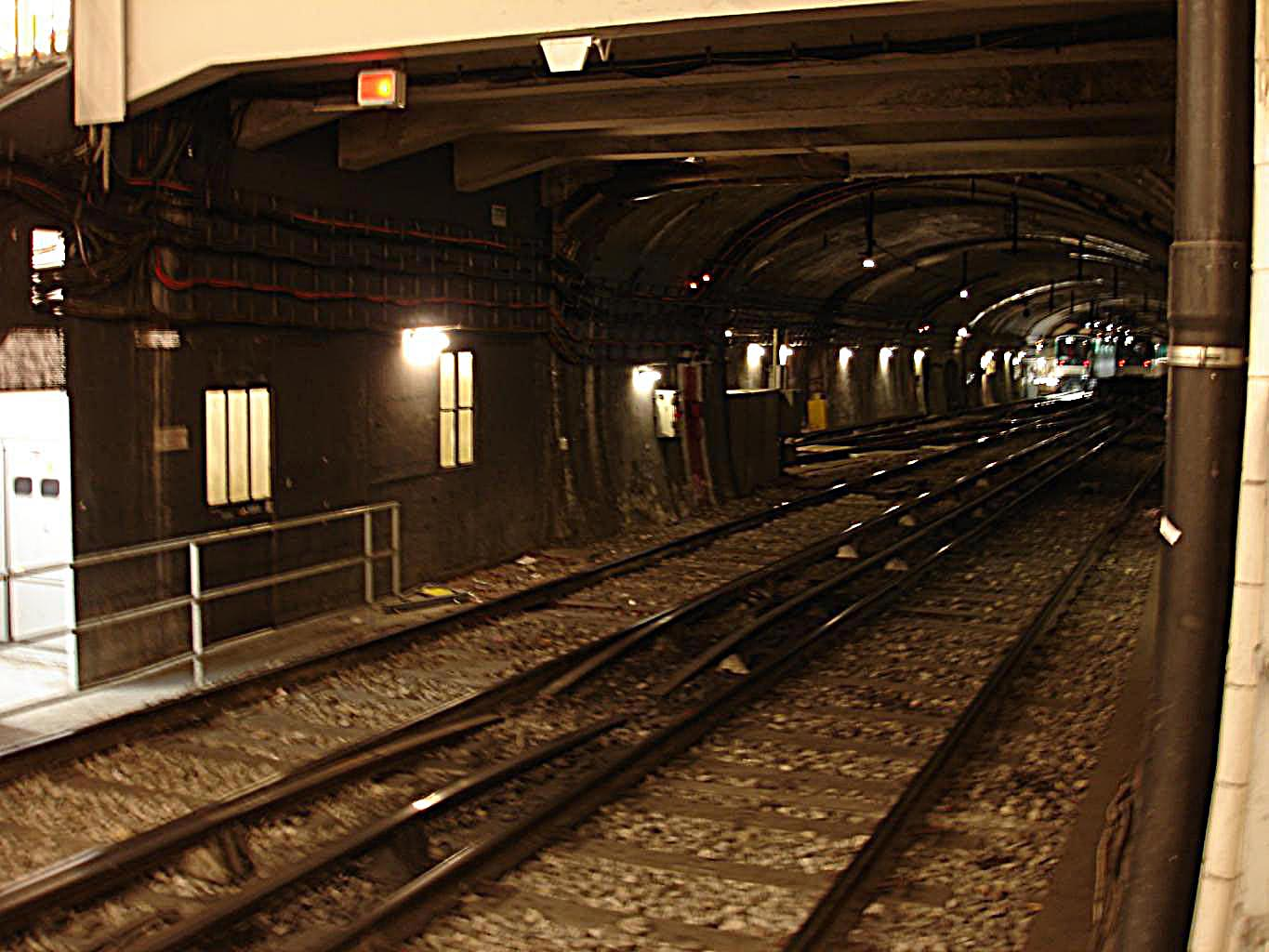
Вид на оборотный тупик из северо-западного торца станции
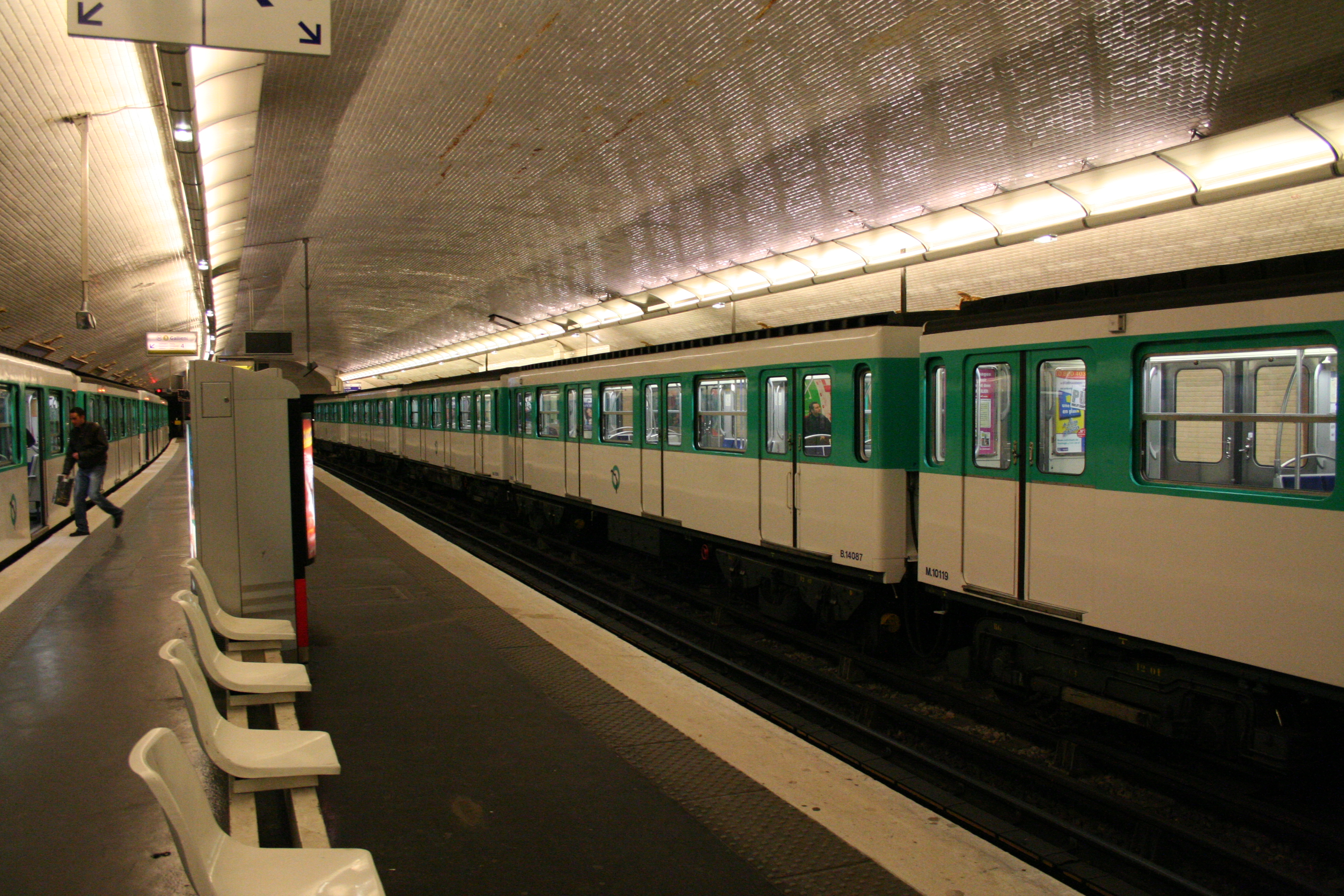